# Улица Кемереяс
Улица Кемереяс (латыш. Ķemerejas iela — Казначейская) — короткая улица в Риге, в историческом районе Старый город. Проходит параллельно Даугаве по внутреннему двору главного корпуса Рижского технического университета, который целиком занимает одну её сторону, от улицы Яуниела до улицы Освалда Тилманя. Длина улицы — 35 метров.

## История
Название может быть связано с находившимся на улице городским казначейством (латыш. Ķemereja).
На дореволюционных картах улица (под названием Казначейская) шла параллельно руслу Даугавы от Большой Новой улицы (ныне — Яуниела), пересекая Весовую (ныне — Калькю). Между улицей и Даугавой находился Двинский рынок.
На немецком языке называлась Kämmerelstrasse.
Участок от улицы Грециниеку был удален в 1937 году, существующие на нём здания снесены, чтобы освободить место для строительства нового здания городского совета. 
Во время боев 1941 года застройка улицы была разрушена и в 1956—1958 годах здесь по проекту архитектора Освальда Тилманя был возведён главный корпус Рижского политехнического института.

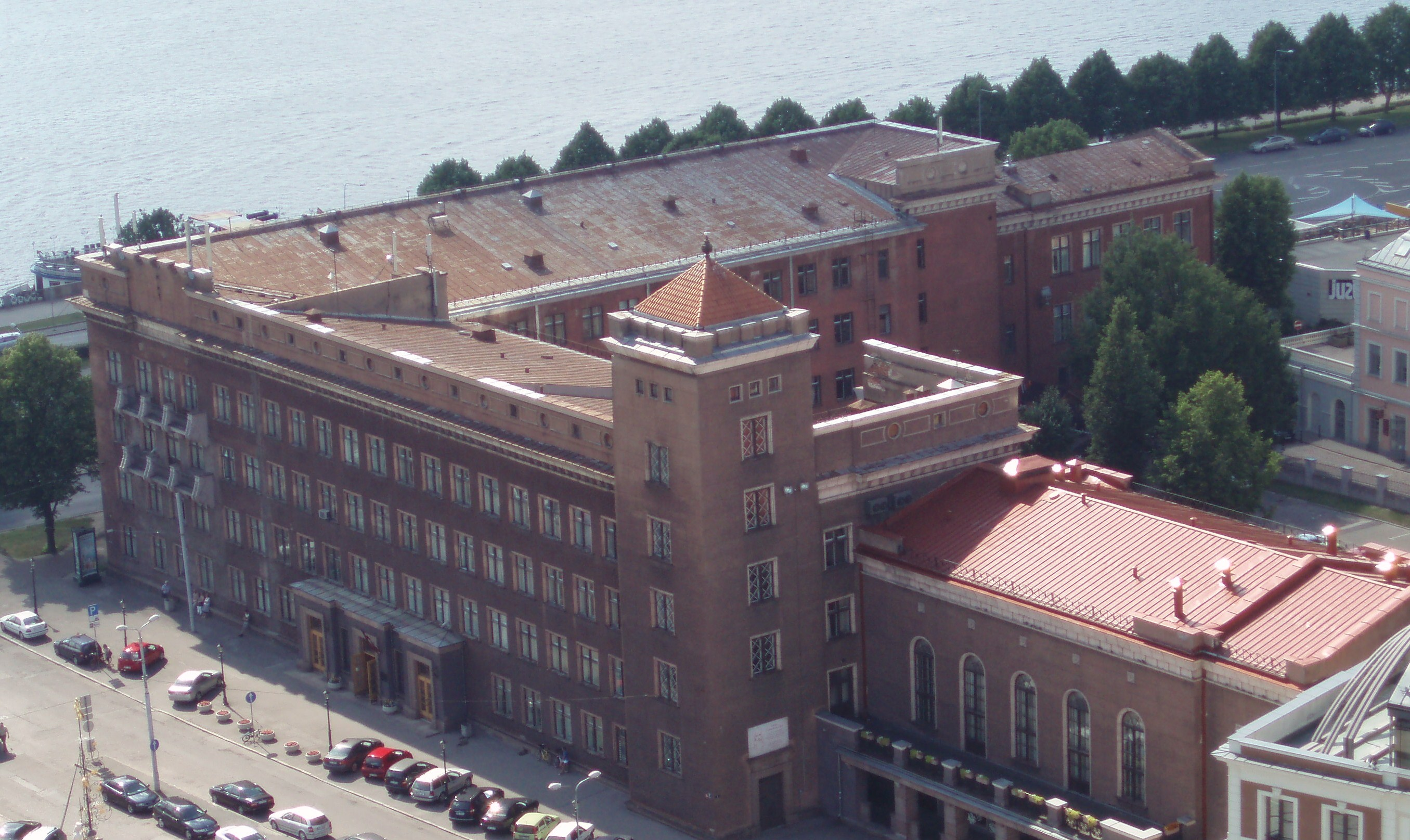
Главный корпус РТУ. Улица Кемереяс идёт позади крыла здания, расположенного параллельно Даугаве

Улица воссоздана в 2009 году.

## Достопримечательности

Дворец Петра I в Риге

- На углу с улицей Яуниела находится так называемый Дворец Петра I.